# Sepideh Moafi
Sepideh Moafi (* 18. September 1985 in Regensburg, Deutschland) ist eine Schauspielerin.

## Leben
Sepideh Moafi ist die Tochter von Soraya Moafi und Enayat Moafi, die beide aus dem Iran stammen. Sie wurde in einem Flüchtlingslager in Regensburg, Deutschland geboren. Zusammen mit ihren Eltern und ihren älteren Schwestern zog sie kurz nach ihrer Geburt in die USA. Während ihrer Schulzeit konnte Sepideh ihre Chorleiterin mit ihrer Leistung überzeugen, so dass diese sie mit einer Opernsängerin und einem Opernlehrer zusammengebracht hat. Nach ihrem Abschluss auf der High School besuchte sie das College. Danach arbeitete sie zunächst bei einer Krankenkasse und besuchte verschiedene Kurse in den Seydways Studios sowie im American Conservatory Theater. Sie trat auch in Recitals bei Konzerten im Kennedy Center und in der Davis Symphony Hall auf. Moafi erwarb einen Bachelor of Music in Gesangsdarbietung am San Francisco Conservatory of Music und einen MFA in Schauspiel von der University of California in Irvine.

## Filmografie
- 2013: Blue Bloods – Crime Scene New York (Blue Bloods, Fernsehserie, Folge 4x10 Mistaken Identity)
- 2014: Nurse Jackie (Fernsehserie, Folge 6x04 Love Jungle)
- 2014: The Good Wife (Fernsehserie, Folge 6x06 Old Spice)
- 2014: Unforgettable (Fernsehserie, Folge 2x10 Manhunt)
- 2014: Black Box (Fernsehserie, 8 Folgen)
- 2015: Forever (Fernsehserie, Folge 1x12 The Wolves of Deep Brooklyn)
- 2015: The Blacklist (Fernsehserie, Folge 2x13 The Deer Hunter (No. 93))
- 2015: Limitless (Fernsehserie, Folge 1x06 Side Effects May Include...)
- 2016: Elementary (Fernsehserie, Folge 4x19 All In)
- 2016: Notorious (Fernsehserie, 10 Folgen)
- 2017: Quest
- 2017–2019: The Deuce (Fernsehserie, 18 Folgen)
- 2018: Falling Water (Fernsehserie, 10 Folgen)
- 2019–2023: The L Word: Generation Q (Fernsehserie, 28 Folgen)
- 2020: The Killing of Two Lovers
- 2022: In with the Devil (Black Bird, Miniserie, 5 Folgen)
- 2023: Class of ’09 (Miniserie, 5 Folgen)
- 2023: I’ll Be Right There
- 2023: Scavengers Reign (Fernsehserie, 3 Folgen)